# 埃米莉·里甘
埃米莉·里甘（英語：Emily Regan，1988年6月10日—），美国女子赛艇运动员。她曾代表美国参加2016年夏季奥林匹克运动会赛艇比赛，获得女子八人单桨有舵手金牌。